# Савенко Олександр Миколайович
Олекса́ндр Микола́йович Саве́нко (нар. 23 лютого 1955, м. Лубни Полтавської області) — український журналіст, державний і громадський діяч. Заслужений журналіст України. Державний службовець 1-го рангу (07.1999).
Член Національної спілки журналістів України.

## Життєпис
Народився в сім'ї службовців. Здобув вищу освіту на факультеті журналістики Київського державного університету імені Тараса Шевченка (1978).

У 1978—1980 — редактор періодичних видань Товариства культурних зв'язків з українцями за кордоном.

1980—1990 — заввідділу, відповідальний секретар, газета «Ньюс фром Юкрейн».

1990—1991 — редактор, Київська міська профспілкова газета «Спілка».

1991—1992 — 1-й заступник головного редактора, тижневик СЖУ «Дума».

З 11.1992 — головний редактор, газета «Київський вісник».

З 08.1994 — президент, Державна телерадіомовна компанія України.

02.1995 — 08.1996 — заступник голови Державного комітету телебачення і радіомовлення України, президент Національної телекомпанії України.

12.1996 — 04.1999 — заступник Міністра інформації України — генеральний директор Державного інформаційного агентства України.

21.06. — 16.07.1999 — в. о. президента Національної телекомпанії України.

04.1999 — 02.2000 — Голова Державного комітету телебачення і радіомовлення України.

02.2000 — 03.2003 — керівник управління з питань взаємодії із засобами масової інформації та органами державної влади Адміністрації Президента України.

03.2003 — 02.2005 — президент Національної телекомпанії України.

02.2005 — 07.2009 займався зв'язками з громадськістю, ЗМІ та органами державної влади.

07.2009 — 2010 — перший заступник генерального директора ДТРК «Культура».

З 2010 року — генеральний директор Філії НТКУ «Київська регіональна дирекція» (КДР ТРК, згодом Київська державна регіональна телерадіокомпанія «Центральний канал», Філія ПАТ «НСТУ» «Київська регіональна дирекція» «Центральний канал»).
Професор кафедри журналістики та мовної комунікації Національного університету біоресурсів і природокористування України.

## Творчість

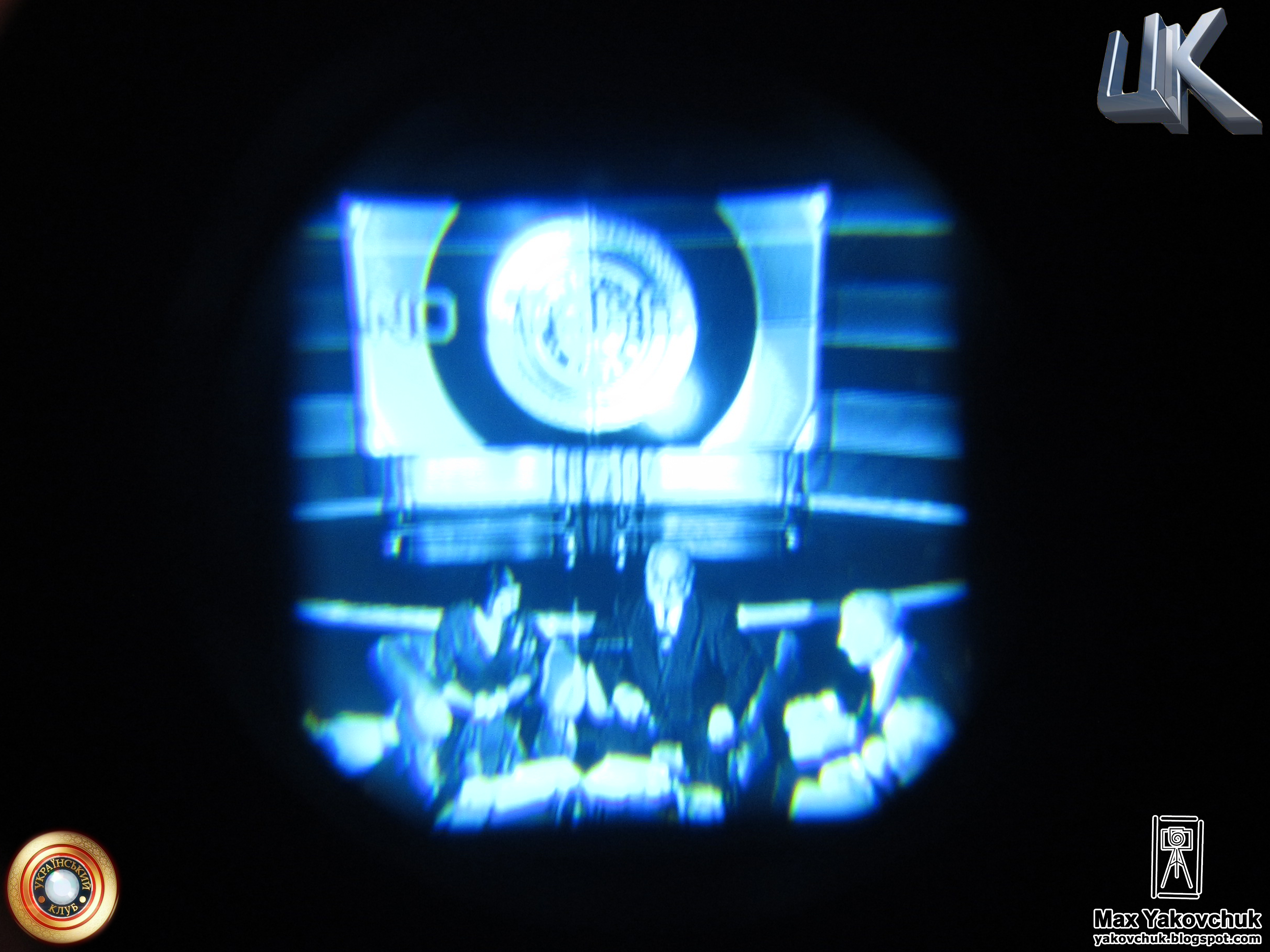
Ефірне фото з програми «Український клуб». Фото Максима Яковчука.

Цикл телевізійних програм «Український клуб» Творчого об'єднання «Хрещатик, 26» Київської державної регіональної телерадіокомпанії (хронометраж програми 52 хв, прямий ефір, автори й ведучі — Олександр Савенко й Тетяна Кулик, директор ТО «Хрещатик, 26» — Олександр Олександрович Кульчицький) Державний комітет телебачення і радіомовлення України висунув на здобуття Національної премії України імені Тараса Шевченка 2015 і 2016 року в номінації «Публіцистика і журналістика». У різні часи режисерами програм були: Олена Пащинська, Марія Терехіна та Максим Яковчук.

## Громадська діяльність
Депутат Київської обласної ради VI скликання (з 2010 р.). Голова ради генеральних директорів обласних державних телерадіокомпаній України. Один з активістів ВБФ «Журналістська ініціатива».

## Нагороди, відзнаки
- Орден «За заслуги» III ст. (04.1998)[16].
- Почесне звання «Заслужений журналіст України» (2009).
- Міжнародна літературно-мистецька премія ім. Володимира Винниченка — за програму «Український клуб» на каналі Київської державної регіональної телерадіокомпанії (2017)[17]
- Орден Святого рівноапостольного князя Володимира Великого (1998).[18]
- Лауреат Республіканської премії СЖУ за найкращий публіцистичний твір року (1987).